# 더 크리스마스
《더 크리스마스》(영어: The Star)는 2017년 개봉한 미국의 성경 코미디 애니메이션 영화이다. 예수의 탄생 일화를 다룬다.
머라이어 케리가 부른 "The Star"가 2018년 제75회 골든 글로브상 주제가상 후보에 올랐다.

## 줄거리
당나귀 ‘보’는 어느 날, 베들레헴에서 밝게 빛나는 별 하나를 발견하게 된다. ‘보’는 비둘기 ‘데이브’와 사랑스러운 양 ‘루스’, 그리고 ‘마리아’와 ‘요셉’과 함께 별을 향해 꿈에 그리던 모험을 시작한다.

## 목소리 출연

### 동물
- 스티븐 연 - 당나귀 보애즈 "보" 역
- 키건마이클 키 - 비둘기 데이브 역
- 에이디 브라이언트 - 양 루스 역
- 빙 레임스 - 회색늑대 새디어스 역
- 가브리엘 이글레시아스 - 알런트 루퍼스 역
- 타일러 페리 - 낙타 사이러스 역
- 트레이시 모건 - 낙타 필릭스 역
- 오프라 윈프리 - 낙타 데버라 역
- 퍼트리샤 히턴 - 소 이디스 역
- 켈리 클라크슨 - 말 리아 역
- 앤서니 앤더슨 - 염소 잭 역
- 크리스틴 체노웨스 - 피그미뛰는쥐 애비 역
- 머라이어 케리 - 닭 리베카 역
- 크리스 크리스토퍼슨 - 늙은 당나귀 역

### 인간
- 지나 로드리게스 - 메리(마리아) 역
- 재커리 리바이 - 조지프(요셉) 역
- 크리스토퍼 플러머 - 헤러드(헤로데) 역
- 필 모리스 - 방앗간 주인 밸서자(발타자르) 역
- 조엘 매크레리 - 재커라이어(스가랴) / 천사 역
- 조엘 오스틴 - 캐스퍼(가스파르) 역
- 프레드 태터쇼어 - 멜키오(멜키오르) 역
- 딜라일라 - 엘리자베스(엘리사벳) 역
- 조 화이트 - 필경사 역

### 우리말 녹음
- 김현욱 - 보 역
- 김율 - 메리 역
- 이현 - 조지프 역
- 이호산 - 데이브 역
- 사문영 - 루스 역
- 유해무 - 헤러드 역

## 같이 보기
- 크리스마스 영화 목록